# Казелла
Казелла (італ. Casella, ліг. Casella) — муніципалітет в Італії, у регіоні Лігурія,  метрополійне місто Генуя.
Казелла розташована на відстані близько 420 км на північний захід від Рима, 22 км на північ від Генуї.
Населення — 3164 особи (2014).
Щорічний фестиваль відбувається 16 серпня. Покровитель — san Rocco.

## Демографія
Населення за роками:

Станом на 1 січня 2023 року в муніципалітеті офіційно проживало 118 іноземців з 30 країн, серед них 42 громадяни країн Євросоюзу та 5 громадян України.

## Сусідні муніципалітети
- Монтоджо
- Савіньоне
- Серра-Рикко
- Вальбревенна